# Luke Greenfield
Luke Greenfield (Manhasset, 5 de fevereiro de 1972) é um cineasta, produtor e roteirista americano. 
Ele é mais conhecido por dirigir o filme The Girl Next Door. Greenfield dirigiu o episódio piloto da série Aliens in America e produziu o filme Role Models. Em 2014, co-escreveu, produziu e dirigiu o filme Let's Be Cops.

## Filmografia

### Como diretor
- The Right Hook (2000, curta-metragem)
- The Animal (2001)
- Go Sick (2002, TV movie)
- The Girl Next Door (2004)
- House Broken (2006, telefilme)
- 52 Fights (2006, telefilme)
- Aliens in America (2007, TV series, 2 episódios)
- The Law (2009, telefilme)
- Something Borrowed (2011)
- The Neighbors (2012, TV series; 2 episódios)
- Let's Be Cops (2014)
- Half Brothers (2020)